# 圣心圣殿 (鲁昂)

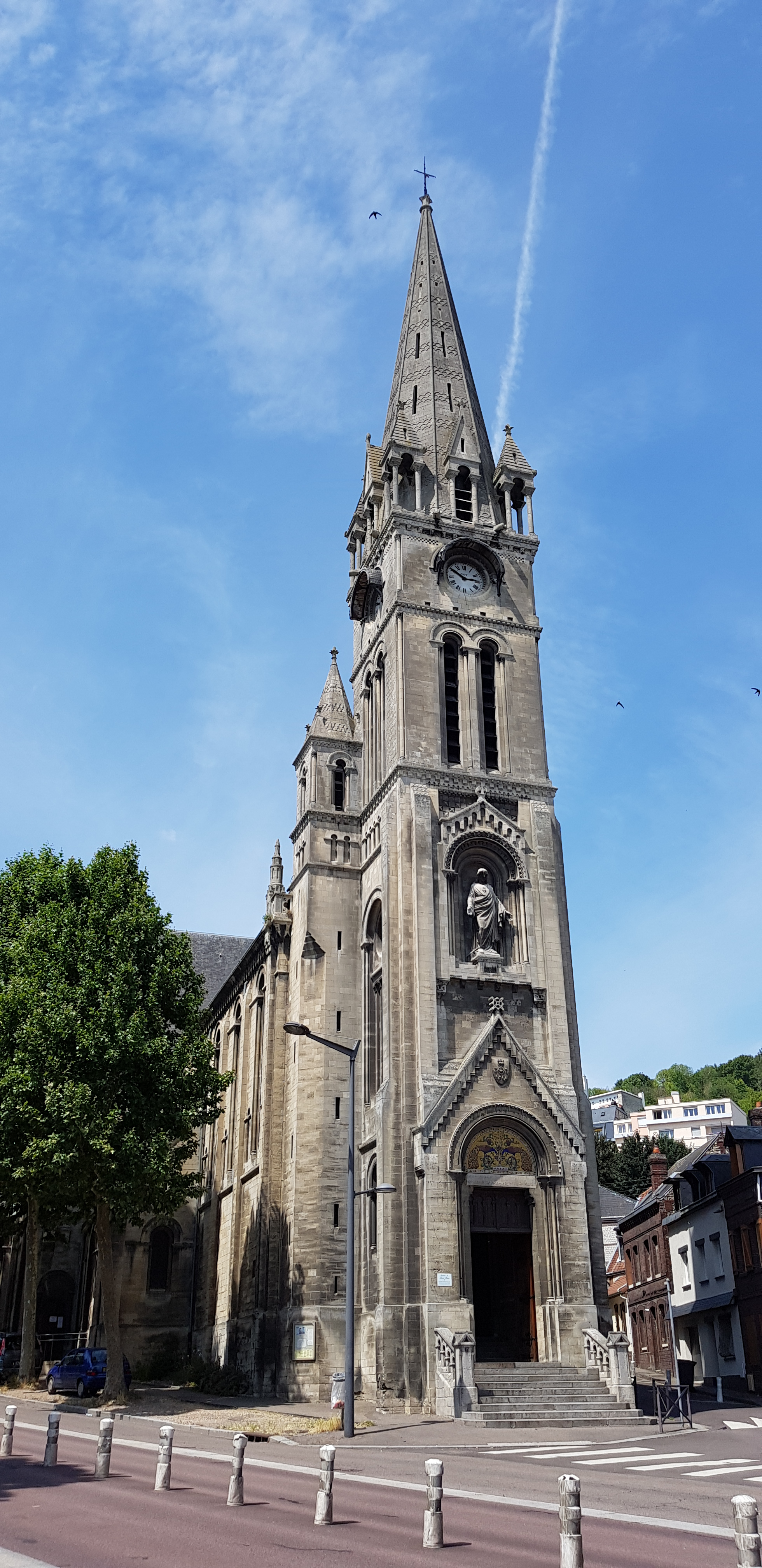

圣心圣殿（法语：Basilique du Sacré-Cœur de Rouen）是一座罗马天主教 宗座圣殿，位于法国鲁昂的让饶勒斯大道，建于1890-1912年。